# Françoise Rasquin
Françoise Jeanne Marie Rasquin est une actrice française née au Havre (Seine-Maritime) le 1er mars 1935 et morte à Saint-Lubin-des-Joncherets (Eure-et-Loir) le 18 mai 2001.

## Filmographie
- 1957 : En cas de malheur de Claude Autant-Lara
- 1958 : Faibles femmes de Michel Boisrond
- 1958 : Le Joueur de Claude Autant-Lara
- 1958 : Pourquoi viens-tu si tard ? d'Henri Decoin
- 1958 : Prisonniers de la brousse de Willy Rozier : Hélène Vion

## Théâtre
- 1955 : Les Oiseaux de lune de Marcel Aymé, mise en scène André Barsacq,   Théâtre de l'Atelier